# Falkner (novela)
Falkner (1837) es la última novela publicada por la escritora romántica Mary Shelley.

## Temática y argumento
Al igual que la novela de Shelley Lodore (1835), Falkner narra la historia de la educación de una mujer bajo la figura tiránica de su padre. Como una huérfana de seis años de edad, Elizabeth Raby impide que Rupert Falkner se suicide; Falkner, luego, la adopta y comienza a trabajar para convertirla en un modelo de virtud. Sin embargo, se enamora de Gerald Neville, cuya madre había sido llevada sin intención a su muerte por Falkner unos años atrás. Cuando Falkner finalmente reconoce la culpa por haber asesinado a la madre de Neville, los valores femeninos de Elizabeth contienen a los impulsos destructivos de los dos hombres que ama, quienes se reconcilian y se unen con Elizabeth en armonía. Falkner es la única novela de Mary Shelley en la cual la heroína triunfa.

## Recepción
Según la óptica de la crítica Kate Ferguson Ellis, el final de la novela propone que mientras los valores femeninos triunfan sobre la masculinidad violenta y destructiva, los hombres serán libres para expresar la «compasión, comprensión y generosidad» presentes en sus naturalezas.
Los críticos han citado recientemente a Lodore y a Falkner como una evidencia de la postura conservadora de Shelley. En 1984, Mary Poovey identificó el retrato de las políticas reformistas de Mary Shelley dentro de la «esfera independiente» de la vida cotidiana. Junto a Lodore, los críticos contemporáneos valoraron la novela como un romance, sin hacer hincapié en su contexto político y describiendo sus problemáticas morales como puramente familiares. Betty Bennett argumenta, sin embargo, que Falkner está mucho más comprometida con el poder y la responsabilidad política que las anteriores novelas de Shelley. Poovey sugirió que Shelley escribió Falkner para resolver su conflictiva situación como mezcla del radicalismo liberal de su padre, William Godwin, y su insistencia en el decoro social. Los críticos opinaron que Falkner es altamente feminista, además de ser una de las novelas escritas por Shelley más fuertes, a pesar de que ella cree que no es la mejor. La novela ha sido criticada por sus caracterizaciones bidimensionales. Bajo el punto de vista de Bennett, «Lodore y Falkner representan fusiones de las novelas psicológicas, sociales y educativas, resultando si no en romances en narrativas desestabilizadoras: las protagonistas son mujeres educadas que tratan de crear un mundo justo y de amor universal».